# 牽引
| ウィキペディアには「牽引」という見出しの百科事典記事はありません（タイトルに「牽引」を含むページの一覧/「牽引」で始まるページの一覧）。 代わりにウィクショナリーのページ「牽引」が役に立つかもしれません。 |